# Jan Říha
Jan Říha (Písek, 11 de novembro 1915 - 15 de dezembro de 1995) foi um futebolista checo que atuava como atacante.

## Carreira
Jan Říha fez parte do elenco da Seleção Checoslovaca de Futebol, na Copa de 1938. 